# Rubus subcrataegifolius
Rubus subcrataegifolius är en rosväxtart som först beskrevs av Lev. och Van., och fick sitt nu gällande namn av Lev.. Rubus subcrataegifolius ingår i släktet rubusar, och familjen rosväxter. Inga underarter finns listade i Catalogue of Life.

## Bildgalleri

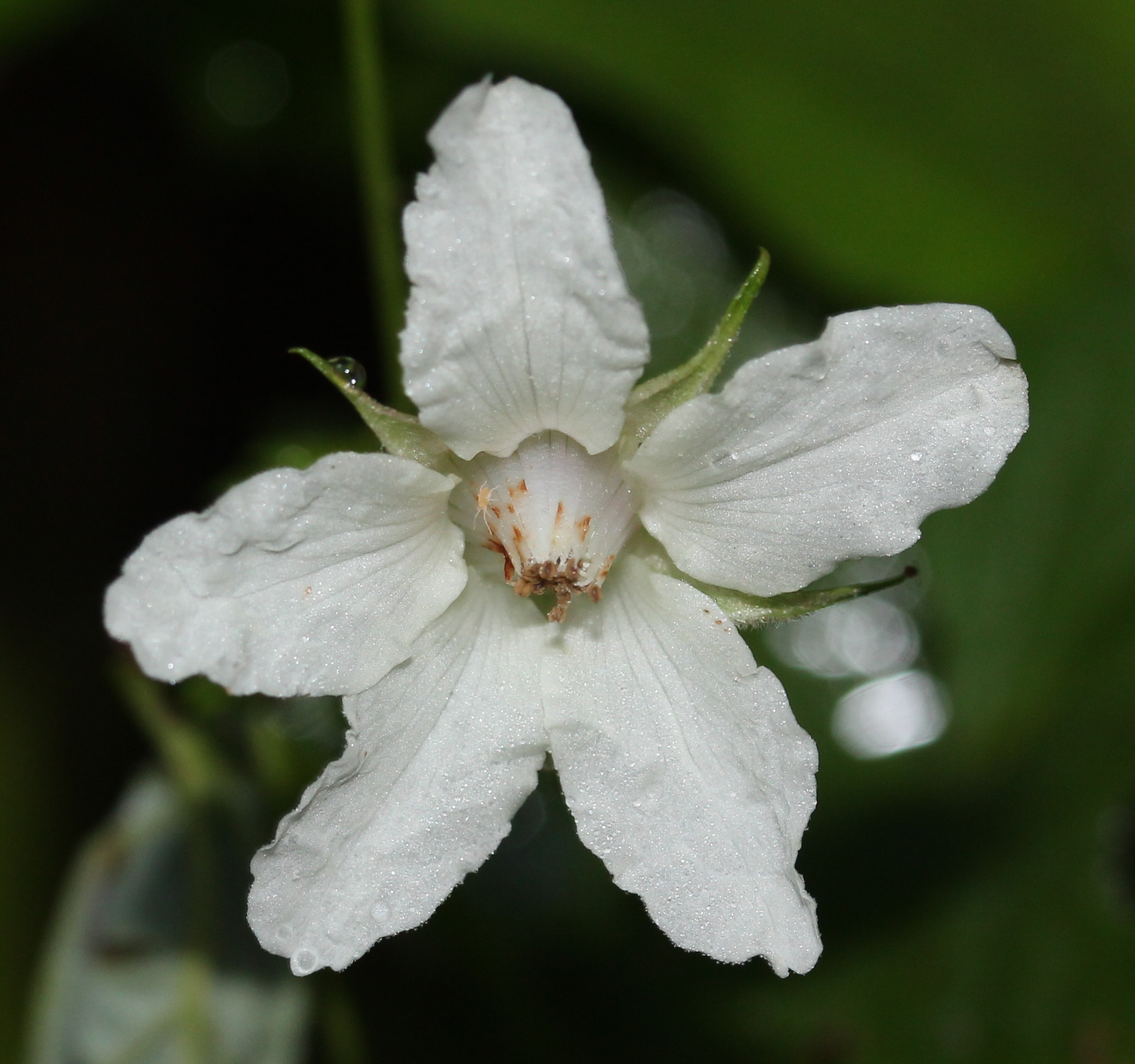
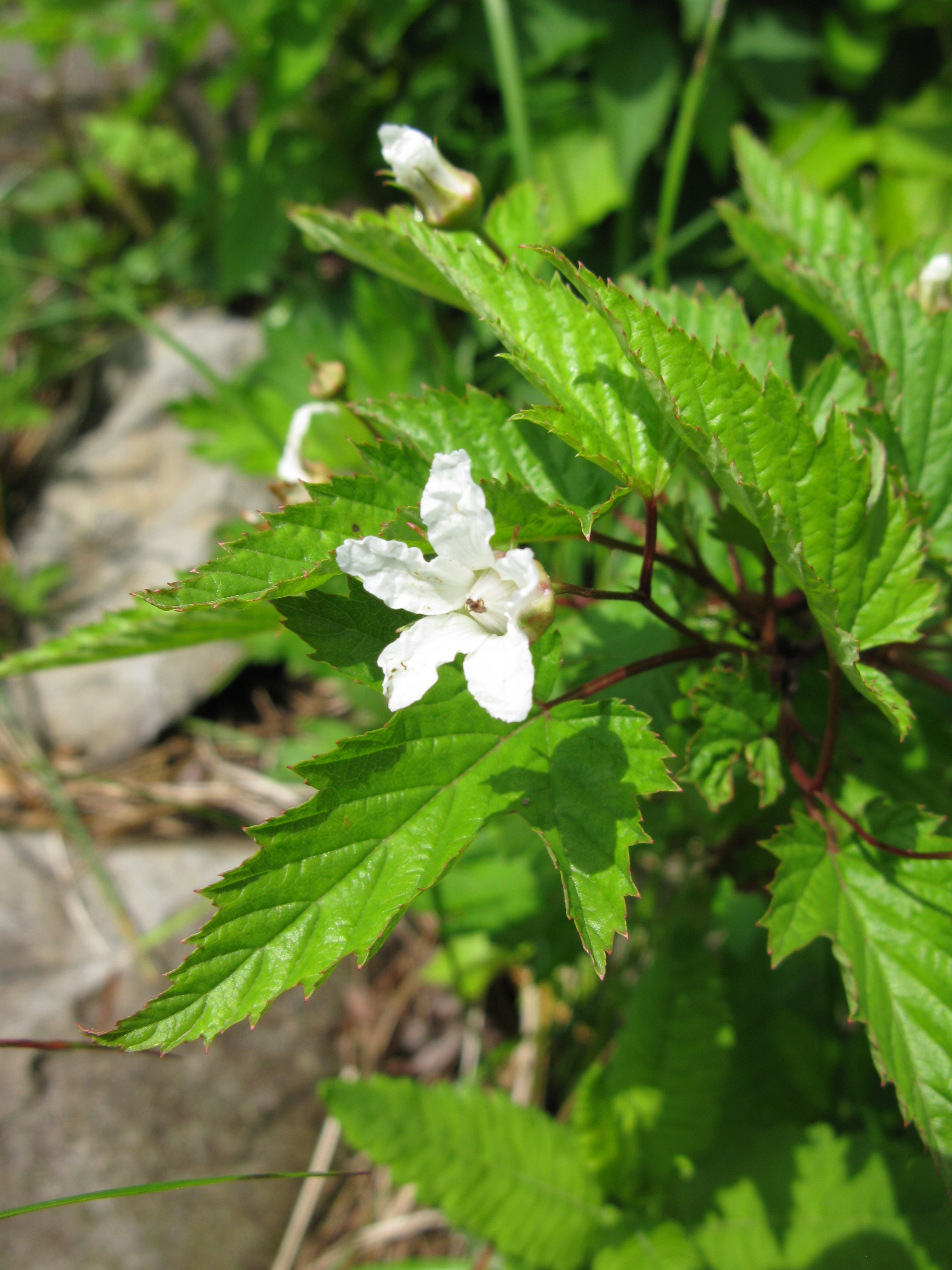
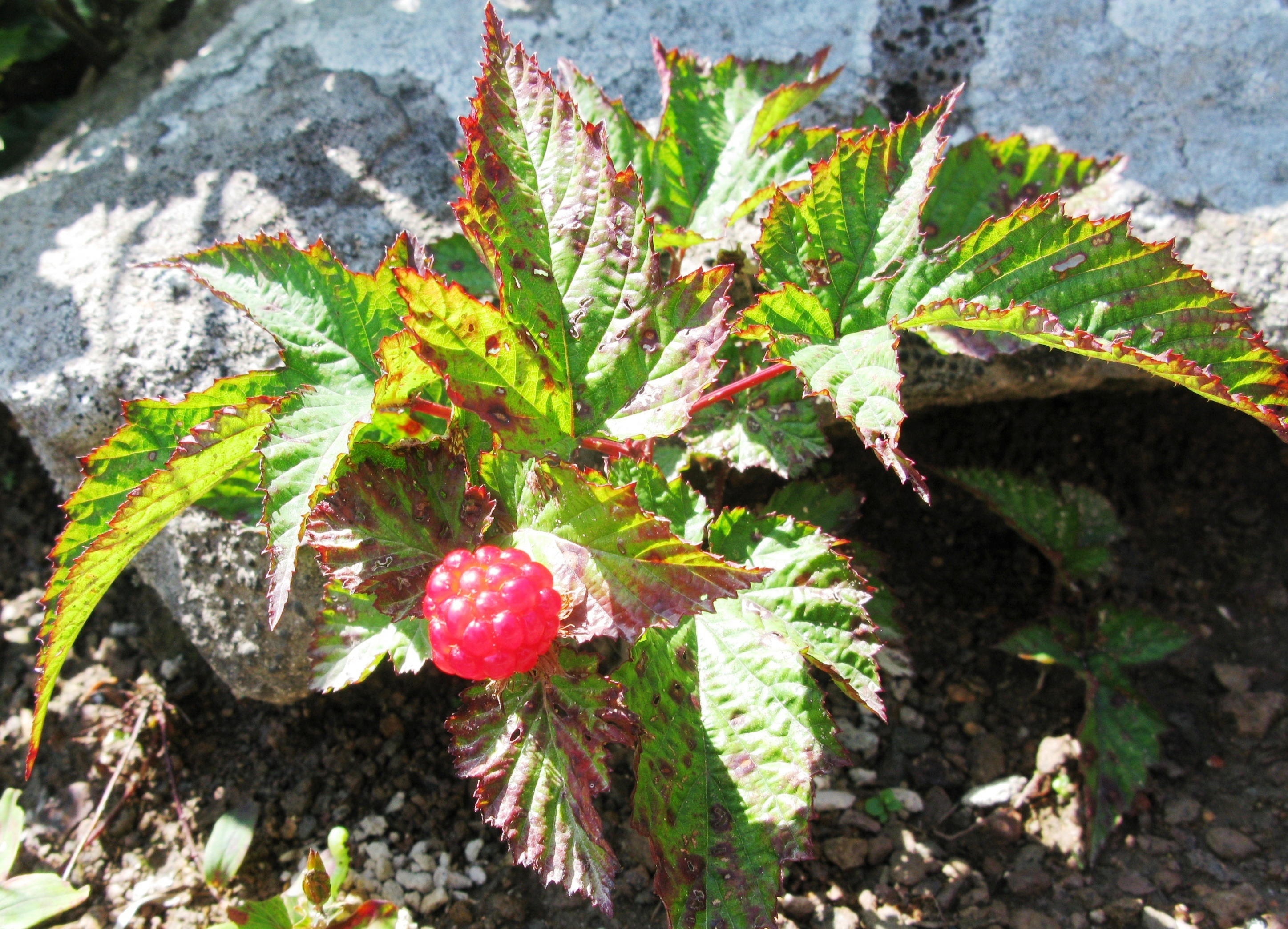
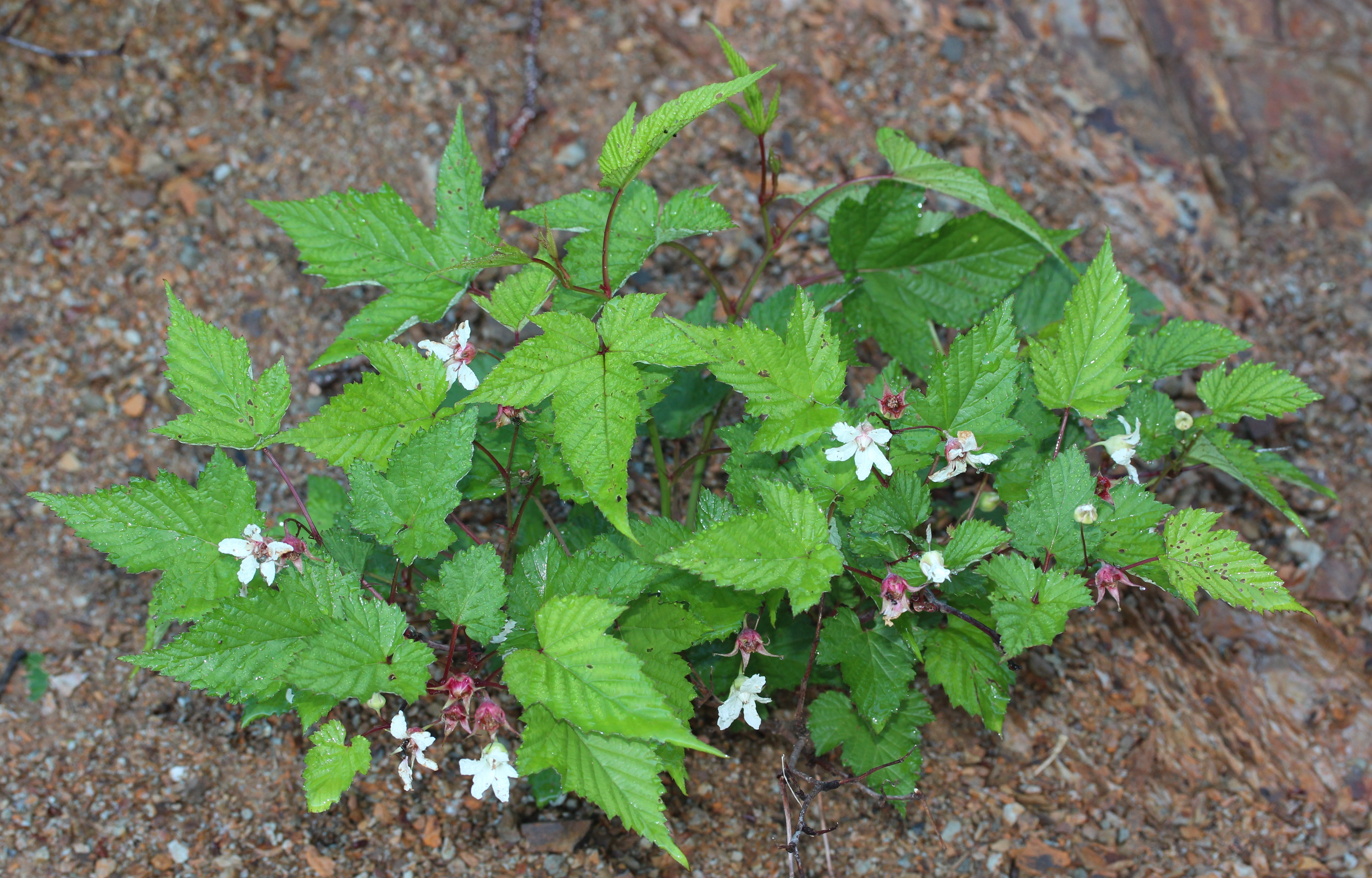